# Macedônia
Macedônia är en ort i Brasilien.   Den ligger i kommunen Macedônia och delstaten São Paulo, i den södra delen av landet, 500 km söder om huvudstaden Brasília. Macedônia ligger 509 meter över havet och antalet invånare är 3 664.
Terrängen runt Macedônia är huvudsakligen platt. Macedônia ligger uppe på en höjd. Närmaste större samhälle är Fernandópolis, 16,3 km söder om Macedônia.
Omgivningarna runt Macedônia är en mosaik av jordbruksmark och naturlig växtlighet. Runt Macedônia är det glesbefolkat, med 10 invånare per kvadratkilometer.